# FC Jūrmala
Maillots
Dernière mise à jour : 24 mars 2011.
Le FC Jūrmala est un club de football letton basé à Jūrmala. 

## Histoire
Fondé en 2008, le club accède pour la première fois à la première division lettone en 2011, après avoir fini second du championnat de seconde division en 2010.
Le club se classe cinquième de la première division en 2011, puis sixième en 2012 et 2013. Il termine bon dernier du championnat la saison suivante, avec de gros problèmes financiers, et des sanctions de la part la Fédération, ce qui entraîne sa relégation à l'étage inférieur.
En 2022, le Noah Football Group principal détenteur du club est devenu un nouvel investisseur du club de Paris FC évoluant dans le championnat de Ligue 2 en France.

## Palmarès
- Championnat de Lettonie de deuxième division
  - Vice-champion : 2010